# Rozmyślania (Marek Aureliusz)

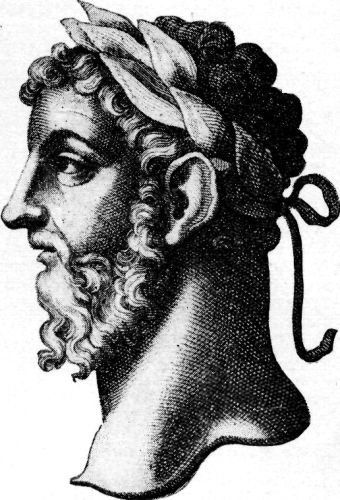
Marek Aureliusz

Rozmyślania (oryg. stgr. Τὰ εἰς ἑαυτόν, Ta eis heauton, dosł. Te do siebie samego) – zbiór zapisków o tematyce filozoficznej, etycznej i osobistej, autorstwa cesarza rzymskiego Marka Aureliusza.

## Geneza
Nie znamy genezy i pełnej historii tekstu Rozmyślań. Przyjmuje się, że tekst powstał w ostatniej dekadzie życia cesarza. Oryginał został spisany w języku greckim. Nie wiadomo, jakie były losy rękopisu po śmierci autora. Po raz pierwszy wzmianka o utworze pojawia się u Temistiusza, blisko 200 lat po śmierci Marka Aureliusza.
Według Diona Kasjusza (piszącego kilka lat po śmierci cesarza) w czasie buntu Awidiusza Kasjusza Marek wygłosił do swoich żołnierzy mowę, w której przedstawiał swoje racje filozoficzne. Niektórzy historycy (np. A.S.L. Farquharson) właśnie w niej upatrują źródło Rozmyślań, jednak nie ma na to mocniejszych dowodów.
W późniejszych wiekach pojawiły się hipotezy jakoby Marek Aureliusz napisał Rozmyślania dla swojego syna Kommodusa, lub że są one jedynie zbiorem luźnych zapisków, zebranych w całość po śmierci cesarza. Hipotezy te jednak nie mają mocniejszych podstaw.
Powszechnie przyjmuje się, że Rozmyślania zaczęły powstawać późno, prawdopodobnie za samodzielnych rządów Marka Aureliusza, już po śmierci Lucjusza Werusa (169), co wynika z wydarzeń i osób wymienianych w księdze I. Istnieje jednak również możliwość, że księga ta, odbiegająca formą od pozostałej części Rozmyślań, powstała na końcu, jako wstęp do ksiąg filozoficznych.

## Przekaz tekstu
Pierwsza wzmianka o tekście pochodzącym od cesarza (pewnych „ekshortacjach”) pochodzi od filozofa z IV w., Temistiosa. Pierwsza wyraźna informacja o Rozmyślaniach pochodzi z Bizancjum z X w. Księga Suda cytuje dzieło Marka i podaje, że składa się ono z dwunastu ksiąg. Biskup Aretas z Cezarei Kapadockiej również cytuje Marka, a w jednym ze swoich listów podaje, że jest w posiadaniu egzemplarza dzieła i kazał je skopiować. W XIII w. historyk Nicefor Kalikst Ksantopul jako pierwszy podaje informację, że zostały one spisane dla Kommodusa.
Na łacińskim Zachodzie pierwsze powołania się na Rozmyślania (cytaty) pochodzą z dzieła De arte cabalistica Jeana Reuchlina (1517). W 1559 roku w Zurychu w drukarni Andreasa Gesnera po raz pierwszy wyszedł drukiem pełny tekst Rozmyślań w greckim oryginale i tłumaczeniu na łacinę autorstwa Wilhelma Ksylandra. Tekst oparty był na zaginionym rękopisie i wraz z greckim rękopisem z XIV w. (Codex Vaticanus Graecus 1950) są to jedyne pełne teksty Rozmyślań. W 1568 roku Ksylander wydał wznowienie dzieła z poprawionymi błędami dostrzeżonymi w pierwodruku. Korzystał z greckiego rękopisu, który należał do Michaela Schütza, manuskrypt ten nazywany Toxitanus zaginął.

## Tytuł i układ
Brak bezpośrednich przekazów co do celu spisania i oryginalnego kształtu Rozmyślań.
Dzieło Marka Aureliusza prawdopodobnie nie miało pierwotnie tytułu. Większość zachowanych rękopisów nosi tytuł Τὰ καθ'ἑαυτόν. W pierwszym drukowanym wydaniu pojawił się tytuł Τὰ εἰς ἑαυτόν, co tłumaczono później na łacinę między innymi jako De se ipso seu vita sua (O sobie lub swoim życiu, tłumaczenie Ksylandra) lub De se ipso et ad seipsum (O sobie samym i dla siebie samego, tłumaczenie Mérica Casaubona), pojawiały się też zupełnie nowe formy tytułu jak np. De officis (O powinnościach).
Nieznany jest pierwotny układ dzieła. W rękopisach stanowi ono jedną całość, często pomijając nawet podział na akapity. Po raz pierwszy informację o rzekomym podziale na 12 rozdziałów podała w X wieku Księga Suda. Używany obecnie podział Rozmyślań na 12 rozdziałów i numeracja akapitów pochodzą z łacińskiego przekładu Thomasa Gatakera, wydanego w 1652.
Jest bardzo prawdopodobne, że Rozmyślania były tekstem, który Marek pisał dla siebie samego. Możliwe, że były to osobiste notatki (hypomnemata), dokonywane w celu zapamiętania istotnych myśli czy informacji, a także jako forma doskonalenia duchowego (ćwiczeń duchowych). Prowadzone były bez z góry obranego planu, systematycznie. W przeciwieństwie do innych dzieł tego typu, nie są to notatki zupełnie nieuporządkowane, lecz poddane starannej redakcji i zapisane w formie dialogu samego ze sobą. Wyrafinowana forma literacka miała im nadać większą siłę perswazyjną.
Pierwsza księga dzieła zawiera informacje na temat życia Marka Aureliusza i aktualnych wydarzeń. Kolejne są ich pozbawione, a ich treść jest abstrakcyjna i bardziej filozoficzna.

## Filozofia
Rozmyślania prezentują filozofię rzymskiego stoicyzmu, która w przeciwieństwie do stoicyzmu hellenistycznego skupiała się na problemach moralnych, pomijając dywagacje kosmologiczne czy logiczne. Filozofia jest tu rozumiana jako sztuka życia, a nie jako dyscyplina teoretyczna, pozwalająca wyjaśniać świat. W tym dziele wyczerpująco wyrażone zostały podstawowe rysy filozofii Marka Aureliusza: pokora wobec losu i wezwanie do moralnego doskonalenia się i oczyszczenia.
Doktryna jest przesiąknięta sceptycyzmem i rezygnacją. Filozofia Rozmyślań pozbawiona jest dydaktycznego charakteru, którym przesiąknięte były m.in. dzieła Seneki Młodszego. Mają one postać prowadzonego ze sobą, prywatnego monologu, w którym wyrażana jest niepewność świata i samego siebie. Celem jest szczęście, które zdaniem stoików jest osiągalne jedynie poprzez cnotę: bycie człowiekiem prawym i spokojne znoszenie tego, co przynosi los.

## Tłumaczenia
- 1913 (pl), Rozmyślania, tłum. Marian Reiter[11];
- 2011 (pl), Rozmyślania: (do siebie samego), tłum. Krzysztof Łapiński;